# Эрнандес Мартинес, Максимилиано
Максимилиано Эрнандес Мартинес (исп. Maximiliano Hernández Martínez; 21 октября 1882, Сан-Матиас, Сальвадор — 15 мая 1966, Данли, Гондурас) — сальвадорский военный и политический деятель, диктатор. Временно исполняющий обязанности президента Сальвадора с 4 декабря 1931 года по 28 августа 1934 года (1-й раз) и президент Сальвадора с 1 марта 1935 года по 9 мая 1944 года (2-й раз). Выпускник военной академии в Гватемале.

## Ранняя жизнь и военная карьера
Родился 21 октября 1882 года в городе Сан-Матиас, в департаменте Ла-Либертад в семье Раймундо Эрнандеса и Петроны Мартинес. Закончив обучение в Национальном университете Сальвадора, он поступил в Военную академию Гватемалы, где получил звание младшего лейтенанта. По возвращении в Сальвадор учился на юридическом факультете Сальвадорского университета, получив диплом на втором курсе.
17 ноября 1903 года он, находясь на службе в Вооружённых силах Сальвадора, был повышен до звания эффективного лейтенанта; 23 августа 1906 года — капитана, в этом же году был повышен до звания капитан-майора во время войны с Гватемалой; 6 мая 1909 года был повышен до звания подполковника, а 15 июня 1914 года — до полковника. 14 июля 1919 года Законодательное собрание, с санкции президента Хорхе Мелендеса, присвоило ему звание генерала. В 1921 году был назначен военным министром.

## Политическая карьера
В 1931 году профашистская Национальная партия «За Отечество» включила его в кандидаты в вице-президенты. После победы на выборах он занимал должность вице-президента и одновременно военного министра при президенте Артуро Араухо. В этом же году 2 декабря он участвовал в государственном перевороте, и был назначен Гражданским директоратом исполняющим обязанности президента Сальвадора.
Сам Эрнандес Мартинес был избран президентом 1 марта 1935 года на безальтернативных и сфальсифицированных выборах.

## Президентство

### Восстание 1932 года
После переворота заметно ухудшилась экономическая и политическая ситуация в Сальвадоре, и 22 января 1932 года в западной части страны вспыхнуло крестьянское восстание, которое, впоследствии получило название первого коммунистического восстания в Латинской Америке. 1 февраля 1932 года Фарабундо Марти (лидер студенческих групп и политик левых сил) и студенты университета Альфонсо Луна и Марио Сапата были расстреляны за то, что нашли брошюры в поддержку Коммунистической партии Сальвадора.
Это событие представляло собой восстание, закончившееся гибелью примерно 25 000 коренных жителей. Причины были разнообразными, в том числе сильное недовольство крестьян политикой правительства генерала Эрнандеса Мартинеса. За короткое время, по приказу президента сальвадорская армия подавила восстание и установило осадное положение. Военные линчевали и повесили вождя коренного населения Фелисиано Ама, который поддерживал восстание.
После резни Эрнандес Мартинес позаботился о том, чтобы распространить по всей стране различные пьесы, такие как «Но у индейцев тоже есть сердце» и «Птицы без гнезда», содержание которых было предназначено для уточнения фактов, чтобы успокоить слухи. Он приказал уничтожить все газеты, статьи и брошюры, которые противоречили его мнению по этому вопросу. Основная цель заключалась в том, чтобы убедить общественное мнение, что коренное население сбито с толку коммунистами и что восстание финансировалось Советским Союзом.

### Правительственная политика
Политика его правительства оказала разнообразное влияние на культурную, политическую и экономическую жизнь страны. Не создав централизованного правительства, он участвовал почти во всех решениях, которые приходилось принимать, почти лично руководя каждой деятельностью своего правительства. Он отстранил военных (за исключением себя, естественно) от гражданской администрации.
Он способствовал экономическому росту, основанному на расширении крупных кофейных плантаций, тем самым принося пользу землевладельцам и налаживая связи между военными и олигархией.
Во время его президентства были созданы Центральный резервный банк, Сальвадорская кофейная компания, Сельский кредитный фонд, Хлопковый кооператив, Главное управление общественных работ и социального благоустройства, проделавшие работу в рамках своих функций. Первый в крупных финансах и в вопросах социального улучшения, разделив некоторые асьенды для расселения крестьянских семей. По всей стране были построены автомагистрали (Панамериканское шоссе) и Национальный стадион Флор Бланка (сегодня стадион им. Хорхе «Махико» Гонсалеса), где в то время проводились III Центральноамериканские и Карибские игры. Были построены такие здания, как телеграф, нынешняя штаб-квартира Главного управления национальной гражданской полиции, а также большие мосты, такие как Кускатлан через реку Лемпа в 1942 году.

### Внешняя политика во время Второй мировой войны
Перед Второй мировой войной Максимилиано Мартинес Эрнандес открыто исповедовал фашизм, восхищаясь Гитлером и Муссолини. Например, в 1933 году он принял расистский иммиграционный закон, запрещавший евреям, цыганам, малайцам, туркам, арабам и чернокожим иммигрировать в Сальвадор. Также его правительство (наравне с гватемальским правительством Хорхе Убико-и-Кастаньеды) одним из первых признало диктатуру Франсиско Франко в Испании.
Во время Второй мировой войны сотрудничество с Германией и Италией поставило под угрозу хорошие отношения с Соединенными Штатами. Правительство США ответило угрозами в соответствии с «Политикой добрососедства», и Эрнандес объявил войну державам Оси на следующий день после нападения Японии на Пёрл-Харбор. Эрнандес также приказал закрыть немецкую радиостанцию. Начало Второй мировой войны означало увеличение экспорта в США и улучшение экономики Сальвадора. Это позволило Эрнандесу Мартинесу провести некоторые социальные реформы и небольшое перераспределение земли посредством аграрной программы.

### Свержение
Поскольку Эрнандес Мартинес претендовал на продление своего срока после 1944 года, военные восстали против правителя, которому удалось подавить повстанческое движение и приказал расстрелять офицеров оппозиции, участвовавших в восстании. Именно тогда гражданское общество, протестуя против массовых казней восставших офицеров, восстало путём сидячей забастовки, которая привела к отставке диктатора 9 мая 1944 года. Сам диктатор передал власть Андресу Игнасио Менендесу и бежал в Гватемалу, а затем — после Гватемальской революции против Хорхе Убико — в Гондурас.

## Личная жизнь
Он женился на Консепсьон Монтеагудо, от которой у него было девять детей: Альберто, Кармен, Эсперанса, Марина, Эдуардо, Роза, Глория, Максимилиано и Луис. Его семейные отношения всегда зависели от его теософских убеждений и его положения на посту президента. Примером тому стала смерть его сына Максимилиано. Мальчик заболел аппендицитом, и Эрнандес Мартинес отказался, чтобы его лечили врачи, поскольку решил, что сам будет лечить его «голубыми водами» (водой, которая долгое время находилась под солнцем в синих бутылках). Результат оказался фатальным и ребёнок умер. К его теософским обычаям добавились его вегетарианство, одержимость оккультизмом, его любовь к исследованиям и вера в реинкарнацию (в поддержку последнего вердикта можно привести его цитату: «Убить муравья — большее преступление, чем убить человека, потому что, когда человек умирает, он перевоплощается, а муравей умирает навсегда»). За пристрастие к оккультным наукам получил прозвище «Колдун». По некоторым данным сам принимал участие в ритуалах.
Как президент Эрнандес Мартинес отличался абсолютным хладнокровием (что было заметно во время беспощадного подавления восстания 1932 года), воздержанностью и своей не публичностью.

## Смерть
После бегства в Гондурас жил до своей смерти в городе Данли, в своём поместье и занимался выращиванием хлопка. Мартинес жил один, без кого-либо из членов своей семьи, его жена Консепсьон Монтеагудо уже умерла несколько лет назад, а все их дети проживали в Сальвадоре.
15 мая 1966 года был убит путём нанесения ножевых ранений со стороны собственного, выпившего водителя Хосе Сиприано Моралеса, за неуплату зарплаты.

## Наследие
Генерал Максимилиано Эрнандес Мартинес, трагически известен тем, что он отдал приказ о геноциде более чем 25 000 коренных жителей в январе 1932 года, также он виновен в том, что на долгое время уничтожил демократию в стране (с 1931 по 1979 год Сальвадор управлялся военными).
Но при этом Эрнандес Мартинес остаётся популярным в ультраправых кругах. Так, во время гражданской войны в Сальвадоре (1979 — 1993) его именем был назван один из эскадронов смерти.